# Belgo-Congolese rondetafelconferentie

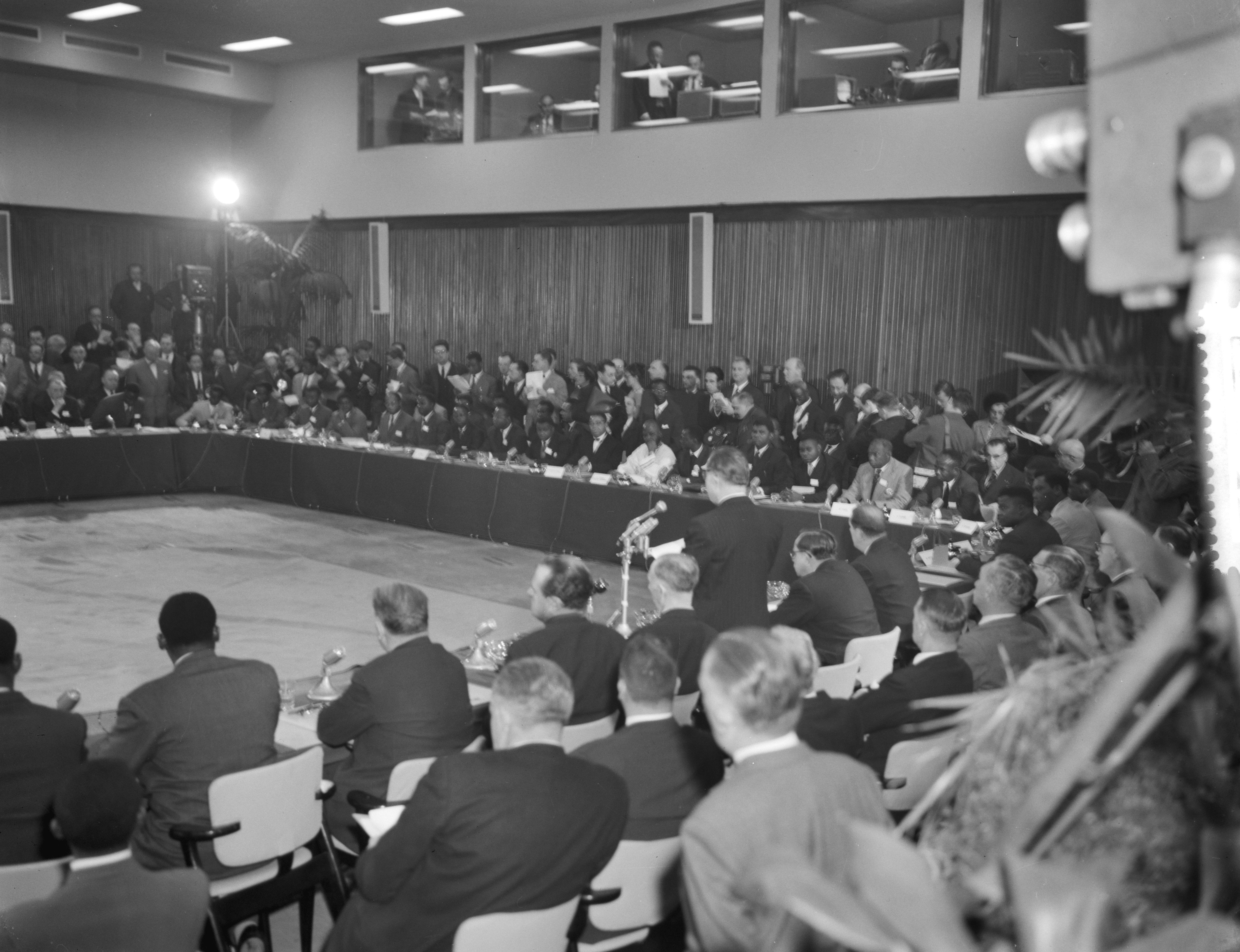
Openingsvergadering van de Belgisch-Congolese rondetafelconferentie op 20 januari 1960

De Belgo-Congolese rondetafelconferentie (Frans: Table ronde belgo-congolaise) was een bijeenkomst die in twee delen werd georganiseerd in 1960 in Brussel (20 januari - 20 februari en 26 april - 16 mei) tussen enerzijds vertegenwoordigers van de Congolese politieke klasse en stamhoofden, en anderzijds Belgische politieke en zakelijke leiders. De rondetafelbijeenkomsten leidden tot de goedkeuring van zestien resoluties over de toekomst van Belgisch-Congo en haar institutionele hervormingen. Met een brede consensus werd de datum voor de onafhankelijkheid vastgesteld op 30 juni 1960.

## Achtergrond
Het idee voor een rondetafelconferentie werd voor het eerst geformuleerd in 1959 door de Congolese Arbeiderspartij. Het kreeg steun van de Bakongo Alliantie (ABAKO) en de Belgische Socialistische Partij (PSB). Het idee van een bilaterale conferentie gericht op het organiseren van de onafhankelijkheid van de Belgische kolonie werd op zijn beurt overgenomen door de Minister van Belgisch-Congo en Ruanda-Urundi, August de Schryver, die ook de leider was van de Christelijke Volkspartij, de grootste politieke partij van België destijds. Verschillende factoren hebben bijgedragen aan het vormgeven van dit idee, waaronder:
- Grassroots-activisme rond populaire figuren als Joseph Kasavubu en Patrice Lumumba
- De rellen in Leopoldstad in januari 1959, het verslechterende veiligheidsklimaat en het toenemende gevoel van onveiligheid onder de koloniale kolonisten.
- Het algemene gevoel van het onvermijdelijke en onomkeerbare proces van de dekolonisatie van Afrika.
- Verslechterende lokale economie (de staatsschuld van de kolonie steeg tussen 1949 en 1960 van 4 naar 46 miljard Belgische frank).
- De mislukking van het tweede bezoek van koning Boudewijn aan Belgisch Congo in december 1959, waardoor de politieke spanningen niet konden worden verminderd.

De oprichting van een grootschalige Belgisch-Congolese dialoog was ook in overeenstemming met een toespraak van de Belgische koning Boudewijn die op 13 januari 1959 werd uitgezonden. Daarin sprak hij de wens uit om "de Congolese bevolkingen te leiden, zonder schadelijke vertraging, maar ook zonder roekeloze haast, naar onafhankelijkheid, in voorspoed en vrede."
Op 3 januari 1960 kondigde de Belgische regering aan dat zij een rondetafelconferentie zou bijeenroepen met als doel de Congolezen te helpen de overgang van koloniale overheersing naar onafhankelijkheid te maken.

## De Congolese delegaties
Een aantal traditionele stamhoofden werden uitgenodigd voor de rondetafelconferentie om het aandeel van belangrijke onafhankelijkheidsfiguren in de delegaties te verminderen. Hieronder volgt een volledige lijst van de Congolese afgevaardigden en hun Belgische adviseurs voor de eerste conferentie:

### Politieke partijen
- Alliance des Bakongo (ABAKO)

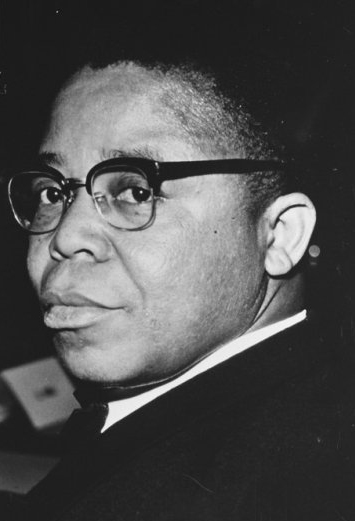
Kasavubu zittend op de conferentie

  - Effectieve leden - Edmond Nzeza-Nlandu, Joseph Kasavubu, Daniel Kanza
  - Plaatsvervangende leden - Philibert Luyeye, Simon Nzeza, Emmanuel Kini, Joseph Yumbu
  - Adviseurs - Jef van Bilsen
- Alliance des Bayanzi (ABAZI)
  - Effectieve leden - Gaston Midu
  - Plaatsvervangende leden - Wenceslas Mbueny
- Alliantie Rural Progressiste (ARP)
  - Effectieve leden - Gervais Bahizi, Sangara
  - Plaatsvervangende leden - Téodomie Nzamu Kwereka, Albert Kalinda
  - Adviseurs - Coulet
- Association Generale des Baluba du Katanga (BALUBAKAT)
  - Effectieve leden - Jason Sendwe
  - Plaatsvervangende leden - Rémy Mwamba
  - Adviseurs - A. Doucy

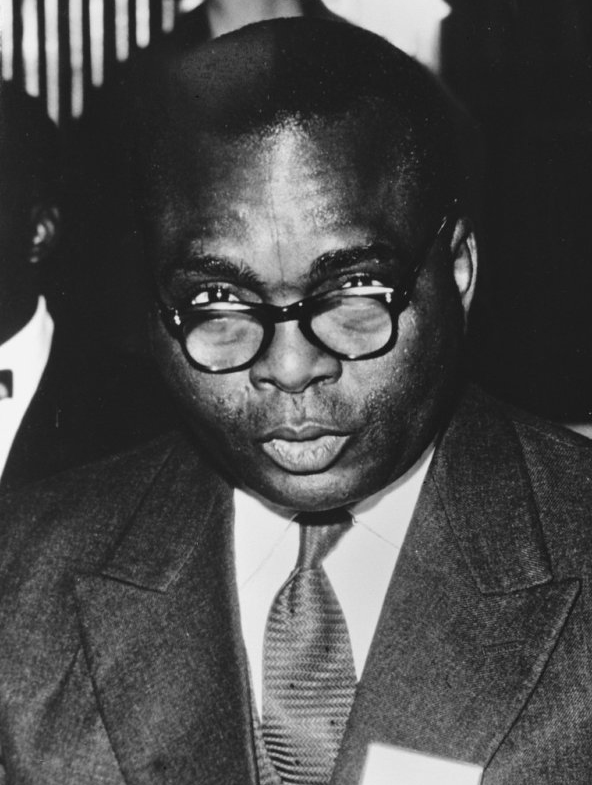
Jean Bolikango zittend op de conferentie

- Association des Ressortisants du Haut-Congo (ASSORECO)
  - Effectieve leden - Jean Bolikango
  - Plaatsvervangende leden - Armand Bobanga
  - Adviseurs - Victor Promontorio
- Centre du Regroupement Africain (CEREA)
  - Effectieve leden - Anicet Kashamura (later vervangen door Jean-Chrysostome Weregemere)
  - Plaatsvervangende leden - Marcel Bisukiro
  - Adviseurs - J. Terfve
- Confédération des Associations Tribales du Katanga (CONAKAT)
  - Effectieve leden - Moïse Tshombe, Jean-Baptiste Kibwe
  - Plaatsvervangende leden - Charles Mutaka, François Kasongo (later overgebracht en vervangen door Prosper Muyumba)
  - Adviseurs - Humblet
- Federatie Generale du Congo (FGC)
  - Effectieve leden - Henri Kasongo
  - Adviseurs - Lacourt

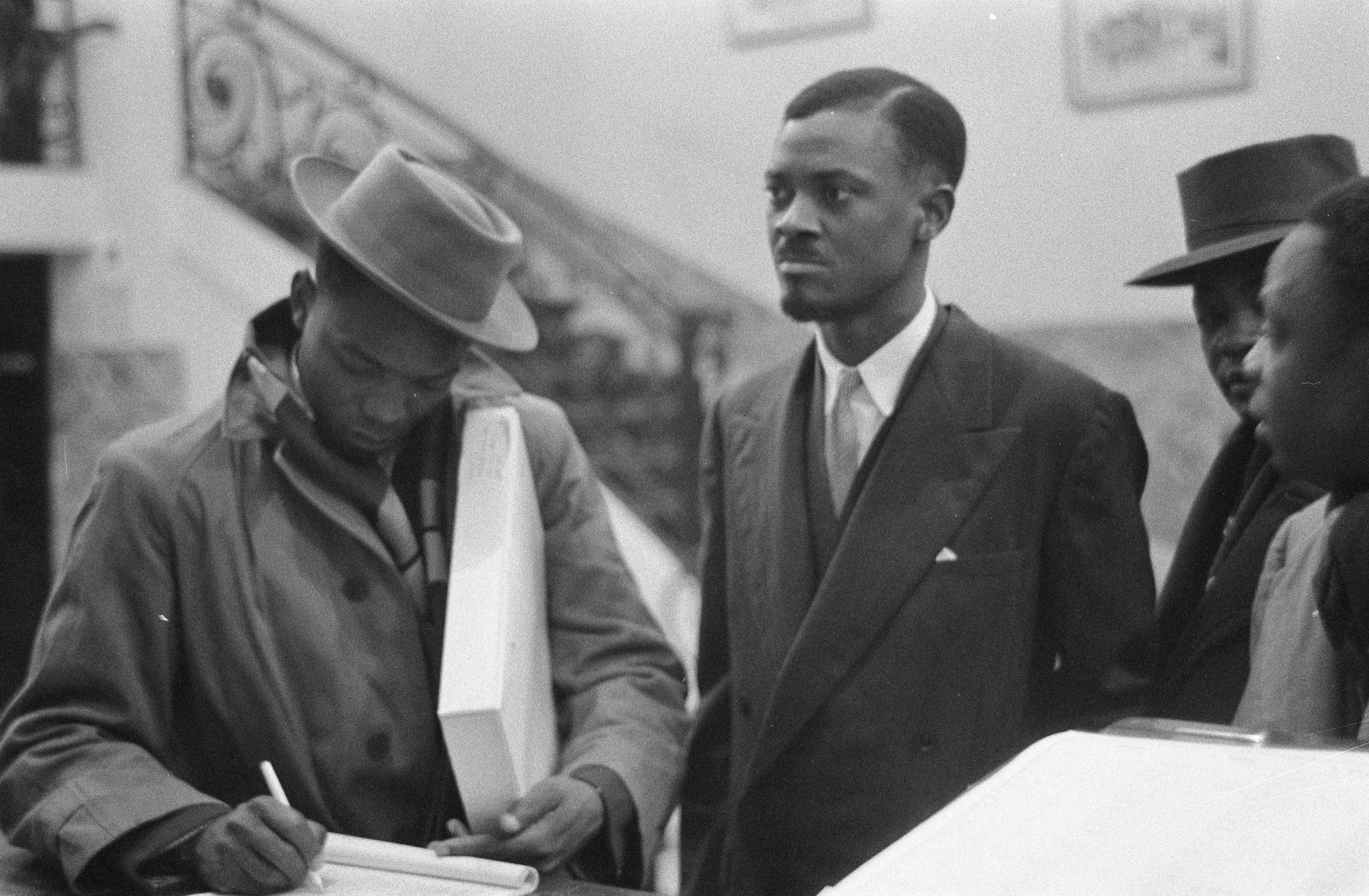
Patrice Lumumba met leden van de MNC-L-delegatie

- Mouvement Nationale Congolais-Kalonji (MNC-K)
  - Effectieve leden - Albert Kalonji, Joseph Iléo (tot 15 januari), Paul Ngandu (vanaf 16 januari)
  - Plaatsvervangende leden - Joseph Ngalula, Muamba, Pierre Missa-Kabu
  - Adviseurs - Jules Gérard-Libois

- Mouvement Nationale Congolais-Lumumba (MNC-L)
  - Effectieve leden - Patrice Lumumba, Joseph Kasongo, Jean-Marie Yumba
  - Plaatsvervangende leden - Sebastien Ikolo, Jean-Pierre Finant, Bruno Bukasa
  - Adviseurs - E. Loliki
- Parti National du Progrès (PNP)
  - Effectieve leden - Jérôme Anany [fr], Jean-Marie Kititwa, Alphonse Ilunga, Albert Delvaux, Antoine Lopes, André Anekonzapa, Paul Bolya, André-Marie Edindali, Ferdinand Essendja, Léopold Likinda, Sylvestre Mudingayi
  - Plaatsvervangende leden - Dominique Mubanga, Joseph Kulumba, Lius Witshima, Michel Atoka, Pierre Mombele, Ignoce Kanga, Revocato Kapepa, Gilbert Pongo, Romain Telu, Victor Kande, Ekwe
  - Adviseurs - H. Simonet, Lebrun, Cambier
- Parti du Peuple (PP)
  - Effectieve leden - Alphonse Nguvulu
  - Plaatsvervangende leden - Antoine Mandungu
  - Adviseurs - F. Périn
- Parti Solidaire Africain (PSA)
  - Effectieve leden - Cléophas Kamitatu, Sylvain Kama, Justin Matiti
  - Plaatsvervangende leden - Valentin Lubuma, Christian Mafuta
  - Adviseurs - G. Spitaels
- Unie Congolaise
  - Effectieve leden - Gabriel Kitenge
  - Plaatsvervangende leden - Joseph Shango
  - Adviseurs - A. Rubbens

### Stamhoofden
- Evenaarsprovincie
  - Effectieve leden - Jean-Médard Ilumbe, Eugéne N'Djoku, Innocent Abamba
  - Plaatsvervangende leden - Léon Engulu, Mwanga, Mosamba
- provincie Kasaï
  - Effectieve leden - Jonas Mangolo, Emeri Penesenga
  - Plaatsvervangende leden - Michel Ohanga, Louis Tshimbambe, Emery Wafwana, Katomba (vanaf 13 februari)
- Provincie Katanga
  - Effectieve leden - Paul Bako Ditende, Antoine Mwenda-Munongo
  - Plaatsvervangende leden - Léon Ilunga, Kasembe, Kabembe
- Provincie Kivu
  - Effectieve leden - Henry Simba, Omari Penemizenga
  - Plaatsvervangende leden - Joseph Tshomba
- Provincie Leopoldstad
  - Effectieve leden - Michel Mputela
  - Plaatsvervangende leden - Henri Ilenda
- Orientale provincie
  - Effectieve leden - François Kupa, Sabiti Mabe
  - Plaatsvervangende leden - Busimbo Yaele, Joachim Bateko, Joseph Lionga

#### Adviseurs
- J. Maisin
- G. Mineur

### Ander
Edouard Bayona, een Congolese attaché bij de Belgische regering, werd aangesteld om de conferentie bij te wonen. Journalist en toekomstige Congolese president Joseph-Désiré Mobutu woonde de conferentie bij als secretaris van Patrice Lumumba.

## Belgische delegatie
Aan Belgische zijde waren onder meer de volgende personen aanwezig:
- Gaston Eyskens, premier
- Albert Lilar, vicepremier
- August De Schryver, minister van Belgisch Congo en Ruanda-Urundi
- Arthur Gilson, minister van Defensie
- Pierre Harmel, minister van Ambtenarenzaken

Étienne Davignon, toekomstige vice-president van de Europese Commissie, was ook op de conferentie verbonden aan het Belgische ministerie van Buitenlandse Zaken

## Lumumba's geschiktheid en aankomst
Belangrijke informatie over de Congolese delegatie is het feit dat Patrice Lumumba aanvankelijk deel uitmaakte van de delegatie, maar op dat moment gevangen zat. Het was Joseph Kasavubu die druk uitoefende op de Belgische regering en eiste dat Lumumba werd vrijgelaten, zodat hij zich bij de oorspronkelijke delegatie in België kon voegen. Kasavubu was de enige die streed voor Lumumba's vrijlating, en daarom wordt gezegd dat "Kasavubu Lumumba tot een van de vaders van de onafhankelijkheid van Belgisch Congo maakte, door hem uit de gevangenis te halen en hem vervolgens te laten deelnemen aan de Ronde Tafel" (Nzita Na Nzita). In het kort, "En Kasavubu deed de politieke figuur Lumumba herleven" (Nzita Na Nzita). Dit is een van de redenen waarom Lumumba de kandidatuur van Kasavubu voor het presidentschap steunde, ook al eindigde Abako als derde bij de verkiezingen van mei 1960.
Vraag 9 was gerelateerd aan de zaak van Lumumba, aangezien zijn strafblad al was bezoedeld omdat hij eerder door de koloniale justitie was veroordeeld wegens verduistering van publieke middelen van de PTT (Telegraaf en Telefoonpost) van de stad Stanleystad. Vraag 9 werd als volgt geformuleerd: "Is het nodig om de uitsluitingsbepalingen voor de subsidiabiliteit te versoepelen (amendement opgesteld door ABAKO-PSA-MNC-PP om de subsidiabiliteit van Lumumba mogelijk te maken)?" Het resultaat was als volgt: Elf fracties stemden voor de motie, waaronder Cartel (Abako; MNC-Kalonji; PSA; Parti du Peuple; FGC en Abazi), Cerea, MNC-Lumumba, Assoreco, Cartel Katangais (Balubakat-Fedeko-Atcar) en Unie Congolaise. Vier fracties stemden tegen de motie, namelijk PNP, Conakat, Alliance Rurale Progressiste (Kivu) en Délégation des chefs coutumiers. Eén fractie, Union Congolaise, onthield zich van stemming.

## Ruanda-Urundi-delegatie
Vertegenwoordigers van Ruanda en Urundi waren aanwezig ter voorbereiding op de onafhankelijkheid van hun respectieve territoria.

### Rwanda
- Gaspard Cyimana, eerste minister van Financiën van Rwanda
- Prosper Bwanakweli, oprichter en voorzitter van de RADER-partij

### Urundi
- André Muhirwa, derde premier van Burundi
- Joseph Bamina, zesde premier van Burundi

## Prelude
Op de vooravond van de conferentie hielden de Congolese delegaties een reeks vergaderingen. Er werd bezorgdheid geuit door Congolese studenten in Brussel dat verdeeldheid in Congo de afgevaardigden zou beletten om gebruik te maken van de wankele positie van België. Als gevolg hiervan besloten bijna alle delegaties om een "Gemeenschappelijk Front" (Front Commun) te vormen om hun eisen op de conferentie te presenteren. Die avond bracht het Gemeenschappelijk Front zijn eerste verklaring uit. Er werd geëist dat de onderhandelingen meer dan raadgevend zouden zijn; alle genomen beslissingen zouden bindend moeten zijn voor de Belgische regering. Ook werd geëist dat Congo onmiddellijk onafhankelijkheid zou krijgen. De Schryver en de Belgische delegatie waren geschokt door de gezamenlijke verklaring, omdat ze de volledige omvang van het Congolese ongenoegen en hun bereidheid om samen te werken over partijgrenzen heen hadden onderschat.

## Eerste conferentie
De rondetafelconferentie werd op 20 januari geopend met een toespraak van de Belgische premier Gaston Eyskens.

## Resultaten
Aan het einde van de conferentie werden de volgende opmerkelijke resoluties aangenomen:
- De onafhankelijkheidsverklaring van Congo op 30 juni 1960.
- De principes van de Congolese grondwet, goedgekeurd door het Belgische parlement in mei 1960.
- De structurele organisatie van de staat en de scheiding der machten .

Belgisch-Congo · 
Belgisch-Congo in de Tweede Wereldoorlog · 
Leopoldstad-rellen · 
Belgo-Congolese rondetafelconferentie · 
Algemene verkiezingen van 1960 · 
Congolese onafhankelijkheidstoespraak · 
Congo-Leopoldstad ·
Regering Lumumba